# Charles Taylor (luchtvaartpionier)
Charles Taylor (Cerro Gordo (Illinois), 24 mei 1868 - Los Angeles (Californië), 30 januari 1956) was een vriend van de gebroeders Wright die 's werelds eerste gemotoriseerde vlucht maakten en heeft voor hen de motor voor de Wright Flyer ontworpen. Taylor bouwde ook de windtunnel die de gebroeders Wright gebruikten.
In het begin werd Taylor ingehuurd om fietsen te repareren, maar hij nam steeds meer de leiding over de fietsenonderneming van de Wrights op zich, omdat zij steeds meer tijd besteedden aan nieuwe uitvindingen.
Toen het duidelijk werd dat er in de Verenigde Staten geen motor te vinden was die de benodigde gewichts-vermogen verhouding had, richtten de gebroeders Wright zich op Taylor. Taylor bouwde in zes weken, zonder tekeningen, een aluminium watergekoelde motor. Het gegoten aluminiumblok en de krukas wogen samen 69 kilogram.
Toen Calbraith Perry Rodgers in 1911 met een nieuw gekocht Wright vliegtuig een vliegtocht maakte van Long Island naar Californië, kreeg Taylor US$70 per week om het vliegtuig te onderhouden. Hij volgde het vliegtuig per trein en vaak was hij eerder op de volgende bestemming dan Rodgers.
Van het geld dat Taylor verdiende aan zijn avonturen, kocht hij enkele hectares grond in de buurt van Salton Sea. Echter door het slechte economische klimaat verviel hij tot armoede. In 1945 kreeg hij een hartaanval en kon daarna niet meer werken. Op 30 januari 1956 overleed hij zonder geld en alleen in een ziekenhuis. Taylor is begraven in de Portal of the Folded Wings Shrine to Aviation in Burbank, Los Angeles.